# Šijanec
Šijanec is een plaats in de gemeente Vidovec in de Kroatische provincie Varaždin. De plaats telt 222 inwoners (2001).